# 南ホラント州

南ホラント州
Provincie Zuid-Holland

南ホラント州（みなみホラントしゅう、Zuid-Holland [ˌzœyt ˈɦɔlɑnt] ( 音声ファイル)）は、オランダ南西部の州。州都はハーグ。北は北ホラント州、北東はユトレヒト州、東はヘルダーラント州、南は北ブラバント州、南西はゼーラント州に接する。

## 州名
州名の由来は、ホラント州を参照。
標準的なオランダ語発音をカタカナ表記化すると「ザウトホラント」となる。しかし、「ザウト」を翻訳して「南ホラント州」と表記されることが多い。その他、以下のような表記もある。
- 南ホーラント
- 南ホランド
- 南ホーランド
- ザイトホーラント
- ザイトホランド
- ザイトホラント

## 歴史
1840年、ホラント州が、南北に分割されて2つの州となった。

## 基礎自治体
2023年時点で50の基礎自治体（ヘメーンテ）からなる。
1. アルブラッセルダム (Alblasserdam)
2. アルブランドスワールト (Albrandswaard)
3. アルフェン・アン・デン・ライン (Alphen aan den Rijn)
4. バーレンドレヒト (Barendrecht)
5. ボーデフラーフェン＝レーワイク (Bodegraven-Reeuwijk)
6. カペレ・アン・デン・アイセル (Capelle aan den IJssel)
7. デルフト (Delft)
8. ドルトレヒト（ドルドレヒト） (Dordrecht)
9. フレー＝オーフェルフラーケー (Goeree-Overflakkee)
10. ホルクム (Gorinchem)
11. ゴーダ（ハウダ） (Gouda)
12. ハーグ /  ス＝ハラフェンデール（デン・ハーフ） (Den Haag  / 's-Gravenhage) - 事実上のオランダの首都
13. ハルディンクスフェルト・ヒーセンダム (Hardinxveld-Giessendam)
14. ヘンドリック＝イド＝アンバハト (Hendrik-Ido-Ambacht)
15. ヒレホム (Hillegom)
16. フクスヘ・ヴァールト (Hoeksche Waard)
17. カーグ・エン・ブラーッセム (Kaag en Braassem)
18. カットワイク (Katwijk)
19. クリンペン・アン・デン・アイセル (Krimpen aan den IJssel)
20. クリンペネルヴァールト (Krimpenerwaard)
21. ランシンヘルラント (Lansingerland)
22. ライデン (Leiden)
23. ライデルドルプ (Leiderdorp)
24. ライドスヘンダム＝フォールブルフ (Leidschendam-Voorburg)
25. リッセ (Lisse)
26. マーススラウス (Maassluis)
27. ミデン＝デルフラント (Midden-Delfland)
28. モレンランデン (Molenlanden)
29. ニーウコープ (Nieuwkoop)
30. ニッセヴァールト (Nissewaard)
31. ノールトワイク (Noordwijk)
32. ウフストヘースト (Oegstgeest)
33. パーペンドレヒト (Papendrecht)
34. ペイナカー＝ノートドルプ (Pijnacker-Nootdorp)
35. リデルケルク (Ridderkerk)
36. ライスワイク (Rijswijk)
37. ロッテルダム (Rotterdam)
38. スヒーダム (Schiedam)
39. スリートレヒト (Sliedrecht)
40. タイリンゲン (Teylingen)
41. フラールディンゲン (Vlaardingen)
42. フォールネ・アン・ゼー (Voorne aan Zee)
43. フォールスホテン (Voorschoten)
44. ワディンクスフェーン (Waddinxveen)
45. ワッセナール (Wassenaar)
46. ヴェストラント (Westland)
47. ズーテルメール (Zoetermeer)
48. ズーテルワウデ (Zoeterwoude)
49. ザイドプラス (Zuidplas)
50. ズワインドレヒト (Zwijndrecht)

## スポーツ

### サッカー
南ホラント州に本拠地を置くプロ・サッカークラブ。1部リーグ（エールディヴィジ）と2部リーグ（エールステ・ディヴィジ）の双方を含む。
- フェイエノールト - ロッテルダム
- スパルタ・ロッテルダム - ロッテルダム
- SBVエクセルシオール - ロッテルダム
- ADOデン・ハーグ - ハーグ
- FCドルトレヒト - ドルトレヒト